# Mercedes-Benz W220
La Mercedes-Benz W220 è la quarta generazione della Mercedes-Benz Classe S, un'autovettura di lusso prodotta dalla casa automobilistica tedesca Mercedes-Benz dal 1998 al 2005.

## Storia e profilo

### Genesi
Il progetto W220, che avrebbe dato i natali alla sostituta della serie W140 della Classe S, fu avviato durante la prima metà degli anni novanta. Nel 1995 la stampa pubblicò alcune foto relative ai primi prototipi camuffati del nuovo modello. Nonostante molte soluzioni adottate non fossero ancora definitive (per esempio il frontale sarebbe stato oggetto di nuovi aggiornamenti), le foto lasciavano chiaramente intendere alcune delle soluzioni che la Casa tedesca si prefiggeva di utilizzare. Per esempio, una su tutte stava nella linea apparentemente slanciata della nuova vettura, molto più che non nella W140 in listino in quel periodo, molto più imponente.
In effetti, uno dei diktat dei vertici della Casa fu quello di dare origine ad un modello non più massiccio come il precedente, ma che unisse alla classica eleganza del marchio, ed in particolare delle vetture della Classe S, quelle soluzioni sportiveggianti che avevano fatto la fortuna degli altri modelli della gamma. Si voleva insomma una Classe S dai tratti più sportiveggianti, ma non solo: si voleva limare tutte quelle ridondanze stilistiche volte a rendere imponente il corpo vettura, così da ottenere una vettura apparentemente meno massiccia e più snella, ma nel contempo lo spazio per i passeggeri doveva aumentare.
Il compito per i progettisti Mercedes-Benz non era dei più facili, specie per la squadra di designer capeggiata da Bruno Sacco. Ma alla fine il reparto progettazione e sviluppo della Mercedes realizzò una Classe S innovativa.

### Debutto
Il debutto del nuovo modello della Classe S fu fissato al Salone dell'automobile di Parigi. La nuova W220 calamitò l'attenzione di gran parte del pubblico grazie alle sue soluzioni tecnico-stilistiche. In effetti la W220, secondo i programmi del quartier generale di Stoccarda, era decisamente più slanciata della precedente, rispetto alla quale proponeva una silhouette più dinamica. Ma tanto dinamismo nelle linee non era frutto solo di un attento studio di design: infatti, la nuova vettura era realmente un po' più ridotta di dimensioni, sebbene di pochissimo. Era questione di soli tre o quattro cm, ma la W220 era di fatto meno lunga, meno larga e meno alta della W140. Rispetto alla sua progenitrice, la W220 era anche notevolmente più leggera, basti pensare che le versioni base della W220 pesavano circa 17 quintali contro i quasi 19 quintali del precedente modello.

#### Linea ed interni
Stilisticamente, la W220 attingeva a tutte quelle soluzioni estetiche che si erano rese così efficaci nelle altre vetture della gamma. Osservando il frontale si poteva notare l'unico particolare veramente inedito della vettura, ossia il particolare taglio dei gruppi ottici anteriori, molto curvilinei, e che conferivano uno sguardo aggressivo alla vettura. La calandra, molto meno imponente della precedente, ricordava molto da vicino quella della contemporanea Classe E W210 o persino quella della compatta Classe C W202. La vista laterale era quella che meglio evidenziava lo slancio delle linee, grazie ai montanti anteriori e posteriori molto inclinati, che comportavano di conseguenza una corrispondente inclinazione di parabrezza e lunotto e quindi un aumento delle superfici vetrate. L'inclinazione dei montanti conferiva quel tocco di sportività all'insieme. La coda era anch'essa di tono sportiveggiante: il taglio dei fari posteriori, di forma triangolare e con inserti orizzontali, richiamava chiaramente i gruppi ottici posteriori della SLK R170.
La W220 non va però interpretata come un "collage" di soluzioni stilistiche prese da altri modelli della gamma: semplicemente, i designer Mercedes-Benz hanno voluto dare un taglio alla pomposa imponenza delle precedenti Classi S, sicuramente indici di potenza e di maestosità, ma che comunicavano poco riguardo alle effettive doti dinamiche che una vettura del genere doveva possedere. Per operare questo taglio, si è scelto di accomunare il nuovo modello agli altri modelli della gamma dal piglio più sportiveggiante.
Nonostante le dimensioni esterne leggermente più ridotte, l'abitacolo della W220 era più generoso rispetto a quello della W140, e tutto ciò grazie anche all'aumento del passo, leggermente superiore a dispetto dei ridotti ingombri del corpo vettura. All'interno si respirava un'atmosfera confortevole e lussuosa, grazie alla selleria in pelle con numerosi inserti in radica. I sedili erano registrabili per ottenere la posizione più confortevole possibile. Il comfort era assoluto grazie anche al raffinato impianto di climatizzazione, che offriva prestazioni differenziate da un passeggero all'altro. I sedili anteriori, inoltre, disponevano di un sistema di massaggio che si attivava ciclicamente per non stressare troppo il fisico degli occupanti anteriori durante i lunghi viaggi.
Il posto guida era assai ergonomico: ogni comando era a portata di mano e facilmente raggiungibile dal conducente senza problemi, sia per quanto riguardava il volante multifunzione, sia per quanto riguardava la consolle centrale, dominata dallo schermo che integra le funzioni relative all'impianto hi-fi, al telefono, al televisore ed al navigatore satellitare.
Era disponibile anche il Voicetronic, sistema che permetteva un controllo vocale delle funzionalità del Command.

#### Struttura e meccanica

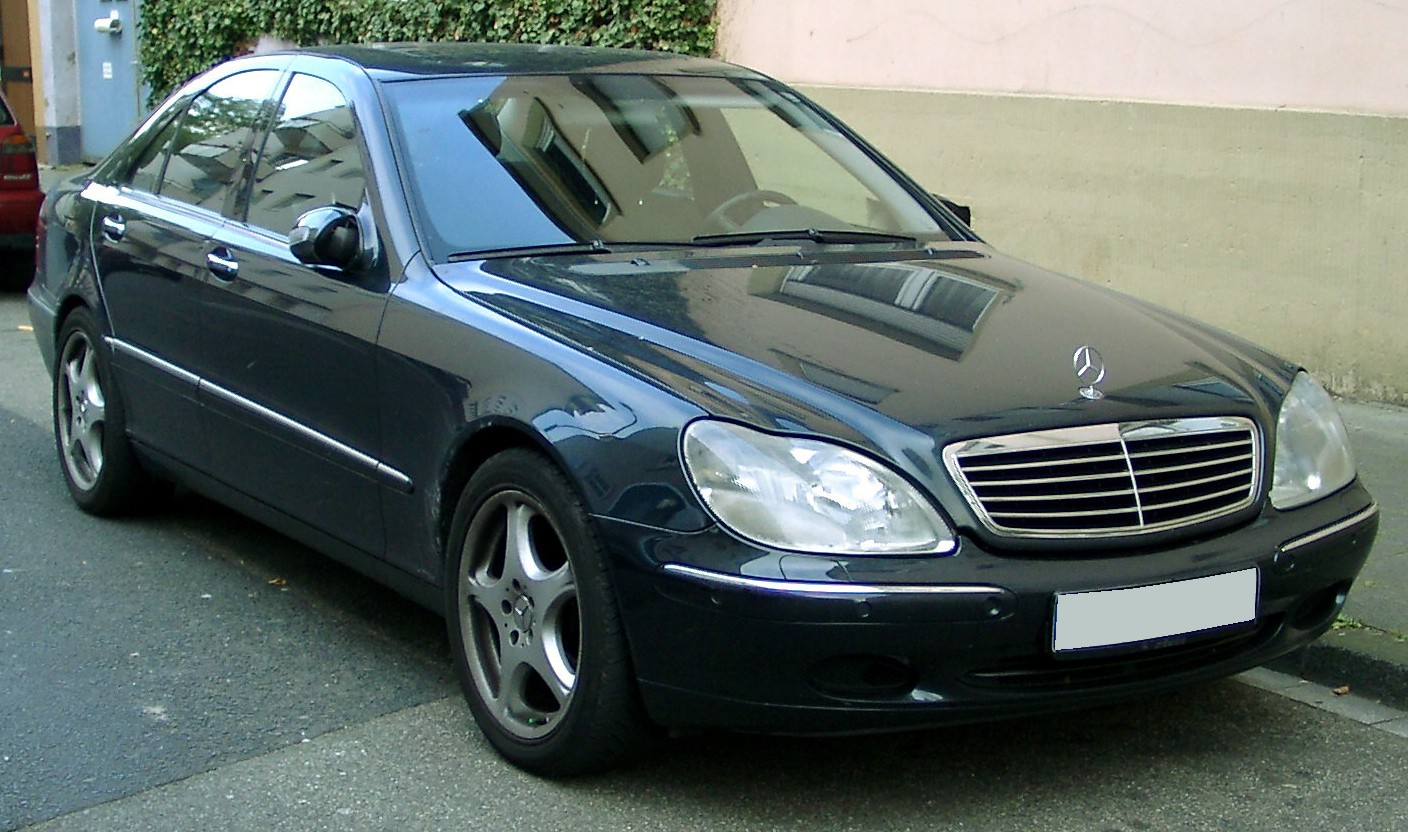
Vista frontale di una W220

Per la scocca della W220 è stato fatto largo uso di lega di alluminio, fatto che ha contribuito in misura rilevante, prima ancora che la lieve riduzione degli ingombri, ad alleggerire il corpo vettura, che dopo la "cura dimagrante" arriva a pesare in certe versioni anche oltre 220 kg in meno. In media, comunque, la differenza tra le versioni della gamma W220 e quelle della gamma W140 era di circa 2 quintali e mezzo, un dato sicuramente rilevante.
Oltre che dal punto di vista stilistico, la W220 proponeva novità anche sul piano meccanico: le sospensioni non montavano più delle molle elicoidali in acciaio, bensì un sistema di elementi pneumatici a controllo elettronico automatico. Tale sistema prendeva il nome di AirMATIC, acronimo di Adaptive Intelligent Ride control, un sistema che permette di tarare automaticamente la rigidità degli elementi elastici in funzione dello stile di guida del conducente e del tipo di fondo stradale, regolando anche l'altezza da terra della vettura: in autostrada (sopra i 140 km/h e non sotto gli 80 km/h) il livello si abbassa di 1.5 cm, mentre su fondi sconnessi arriva a sollevarsi leggermente. Anche gli ammortizzatori sono gestiti da tale sistema. L'avantreno ed il retrotreno sono a ruote indipendenti e montano uno schema del tipo multilink a cinque bracci per ruota.
L'impianto frenante è a dischi autoventilanti con ABS e BAS

#### Sicurezza
Come accade su vetture di tale lignaggio, grande attenzione era stata rivolta al comparto sicurezza. Senza andare a scomodare i numerosi airbag (frontali, laterali e windowbags), la W220 montava anche numerosi dispositivi elettronici di sicurezza attiva, come l'ABS, l'ESP, l'antislittamento, il sistema di assistenza alla frenata di emergenza. La W220 portò anche al debutto in prima mondiale del sistema Distronic, un equipaggiamento che attraverso un radar riusciva a monitorare la distanza prestabilita  dal veicolo che precede: regolando l'acceleratore e se necessario riuscendo ad applicare fino al 20% della forza frenante.
In caso di attivazione  degli airbag o dei pretensionatori veniva attivata la chiamata SOS che attraverso il GPS del Command inviava la posizione del veicolo alle unità di emergenza. Il comando poteva essere attivato anche manualmente.
La paratia tra abitacolo e vano motore era in acciaio ad alta resistenza, per proteggere l'incolumità dei passeggeri anteriori in caso di violento urto frontale.
L'apertura delle porte e la messa in moto della vettura avvenivano tramite una chipcard (Keyless Go System): quando questi si avvicinava sufficientemente alla vettura, l'elettronica di bordo riconosceva il codice integrato nella card e predisponeva le porte all'apertura, che avveniva al tocco della maniglia. A quel punto, una volta aperta la portiera, veniva sbloccato il dispositivo immobilizzatore e la vettura poteva essere avviata premendo un pulsante.

#### Motorizzazioni
l suo debutto, la W220 era disponibile in due varianti di carrozzeria, normale (W220) e lunga (V220), con passo allungato di 12 cm ed in tre motorizzazioni, tutte a benzina:
- S320, con motore da 3.2 litri e 224 CV;
- S430, con motore da 4.3 litri e 279 CV;
- S500, con motore da 5 litri e 306 CV.

Il motore da 5 litri poteva essere provvisto a richiesta di un sistema siglato ZAS (Zylinder Abschaltung = Esclusione cilindri), che permetteva l'esclusione di quattro cilindri su otto cilindri per bancata qualora non fosse richiesta molta potenza dal propulsore, per esempio in autostrada. Tutti i propulsori erano accoppiati ad un cambio automatico a 5 rapporti (5G-Tronic) con possibilità di optare per un funzionamento da cambio sequenziale (One Touch).
In diversi Paesi asiatici, la base della gamma era costituita dalla 'S280, equipaggiata da un V6 da 2.8 litri e 204 CV.

### Evoluzione

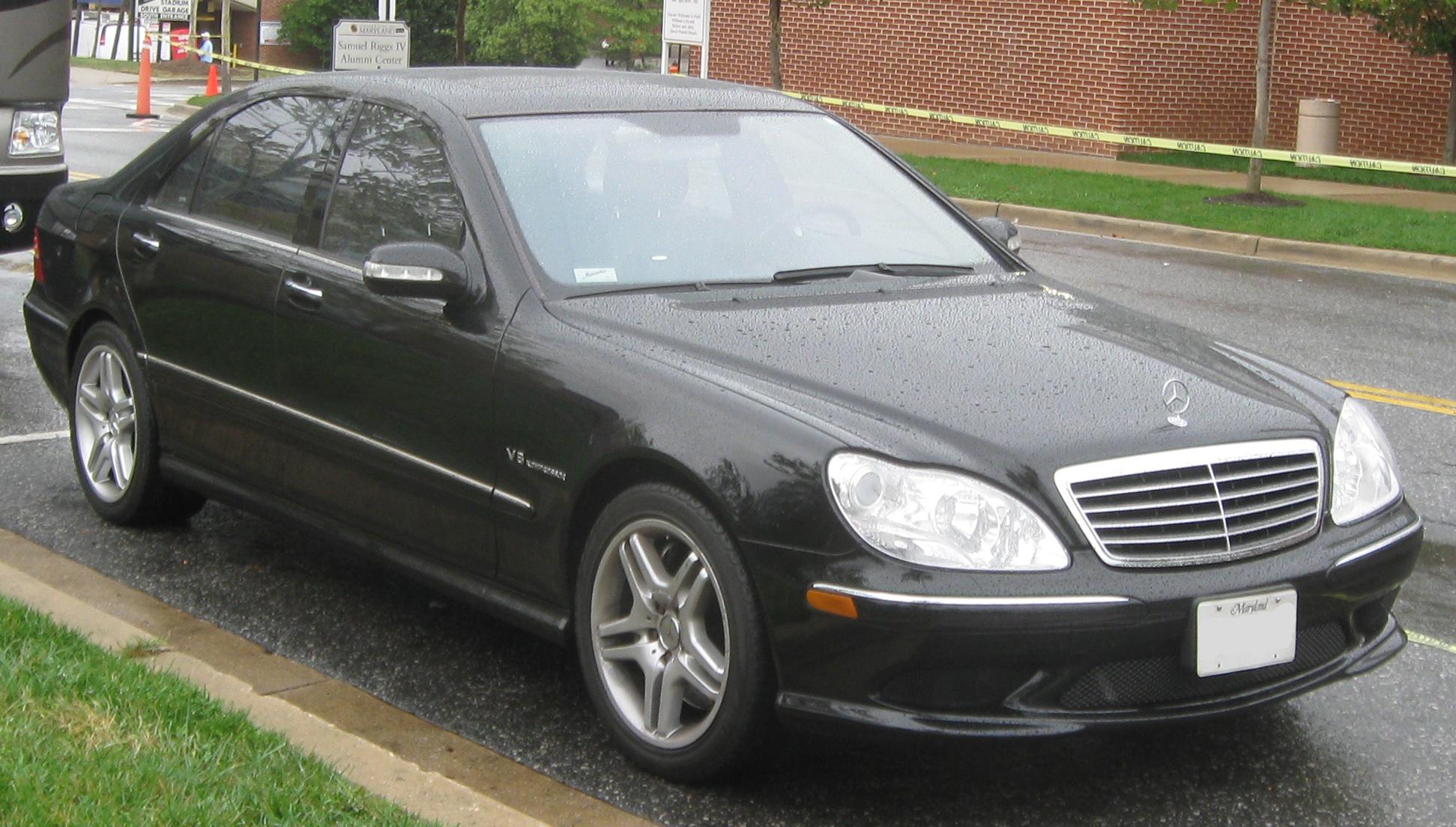
Una S55 AMG V220

Poco dopo la presentazione a Parigi, la W220 viene introdotta anche in Italia. Nel 1999, la gamma si amplia con l'arrivo della S320 CDI, mossa da un 3.2 litri turbodiesel common rail in grado di erogare fino a 197 CV. Sempre del 1999 è l'arrivo della S55 AMG, dapprima solo in alcuni mercati, tra i quali non era compresa l'Italia, per poi estendersi l'anno seguente anche in tutta Europa (compreso il nostro mercato) ed oltre. Questa versione disponeva di un potente motore da 5.4 litri e 360 CV.
Sempre in quell'anno, vennero rese disponibili, in alternativa alle AirMatic, le sospensioni ABC (Active Body Control).Un sistema di ammortizzatori a controllo elettronico con modalità sportiva (ABC sport).
Nel gennaio del 2000, arriva la versione di punta, la S600, spinta da un poderoso V12 da 5.8 litri in grado di erogare 367 CV di potenza massima. Disponibile unicamente in versione Lunga, questa versione era l'unica a possedere il sistema ZAS di serie, che in questo caso disabilitava automaticamente ben sei dei suoi dodici cilindri (tre per bancata).
Il mese di novembre del 2000 vede l'arrivo della S400 CDI, spinta da un possente 4 litri turbodiesel da 250 CV. Sempre del 2000 è l'arrivo di due versioni particolari. La prima di queste versioni è la Guard, caratterizzata dal fatto di essere blindata con sistemi avanzati realizzati direttamente a Stoccarda ed in due possibili livelli (B4 o B6). La Guard poteva essere costruita sulla base della S500 oppure della S600. L'altro modello era la Pullman, versione a passo superallungato (un metro in più rispetto alla versione Lunga) che arrivava a superare i 6 metri di lunghezza e che costituiva una sorta di ufficio viaggiante. Assemblata ad Affalterbach, presso la AMG, la Pullman viene praticamente realizzata su misura per il committente e dispone di sei posti su tre file di sedili da due posti ognuna. Poteva essere ordinata con motorizzazioni a benzina da 4.3, 5.0 o 5.4 litri, oppure con i due motori diesel disponibili per la normale gamma.
Nell'estate del 2001 arriva la nuova top di gamma dal carattere sportivo, vale a dire la S65 AMG, realizzata anch'essa in collaborazione con l'azienda di Affalterbach e spinta da un V12 da 5.5 litri della potenza massima di 612 CV. Questo modello verrà prodotto in tiratura limitata dal settembre 2001 fino a gran parte dell'anno successivo.

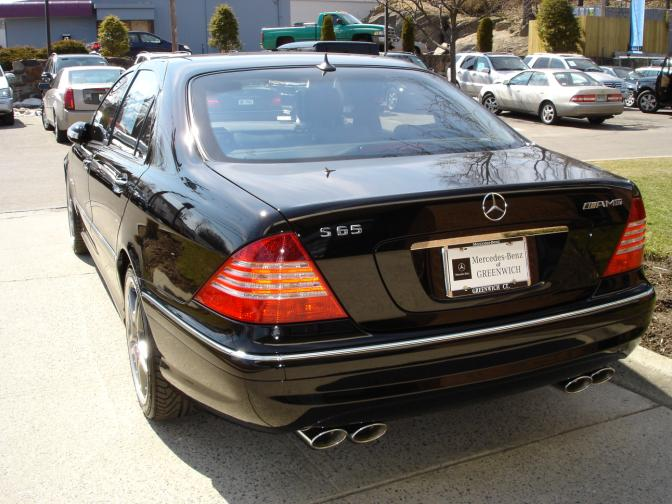
Vista posteriore di una S65 AMG

Nel 2002 arriva il restyling: esteticamente vengono ridisegnate le prese d'aria sul paraurti anteriore, mentre i gruppi ottici diventano del tipo bi-xeno e la calandra viene ridisegnata apparendo meno inclinata. Anche i fari posteriori hanno subito dei lievi ritocchi. Nell'abitacolo vengono utilizzati nuovi materiali ed i sedili risultano più morbidi ed ancor più confortevoli. Sul fronte sicurezza, venne introdotto il sistema Pre-Safe, che attraverso una logica elettronica ed il rilevamento di svariati sensori, captava in anticipo il pericolo di incidente e predisponeva tutte le funzioni di sicurezza passiva per limitare i danni agli occupanti, ripristinandole allo stato di quiete qualora il pericolo fosse cessato di sussistere.
Meccanicamente sono da ricordare l'arrivo delle versioni 4MATIC, dotate di trazione integrale intelligente in grado di "dialogare" con il sistema ESP. Le versioni 4MATIC erano disponibili solo con i motori da 3.5, 4.3 e 5 litri. Inoltre il V8 della S55 AMG la sovralimentazione mediante un compressore volumetrico, dando origine alla S55 AMG Kompressor, in grado di raggiungere fino a 500 CV. La S320 a benzina fu sostituita dalla S350 dotata di un 3.7 litri da 245 CV, mentre la S320 CDI passò da 197 a 204 CV, riducendo nel contempo i consumi. Per quanto riguarda la S600, invece, essa beneficiò dell'arrivo del nuovo motore M275 da 5.5 litri e 500 CV.
Nel 2003, le versioni S430 ed S500 videro un aggiornamento nel cambio: il vecchio automatico 5G-Tronic venne sostituito dal nuovo 7G-Tronic a 7 rapporti. Alla fine del 2004, venne introdotta la S65 AMG, una versione ancor più spinta delle precedenti due creazioni della AMG, poiché montava un 6 litri V12 biturbo da ben 612 CV, lo stesso montato dalle superammiraglie "cugine", ossia le Maybach 57S e 62S.
Questi ultimi sono stati gli ultimi significativi aggiornamenti della gamma W220, che verrà sostituita alla fine del 2005 dalla nuova serie, la W221.

## Riepilogo caratteristiche
Di seguito vengono riepilogate le caratteristiche delle varie versioni previste per le gamme W220 e V220, nonché le versioni "speciali" (Guard e Pullman). La W220 è stata commercializzata nel suo primo periodo quando ancora era in vigore la lira, mentre il restyling è avvenuto quando l'Euro era in vigore da pochi mesi. Per uniformare i prezzi riportati si scelto di esprimerli tutti in Euro. Ed ancora una precisazione: i codici di telaio dei modelli sono composti da sei cifre separate a metà da un punto. Laddove la quarta cifra è un 1 si tratta di una versione Lunga e quel modello è previsto solo in tale configurazione. Nel caso invece la quarta cifra sia uno 0, il modello è a passo normale e, salvo la S63 AMG che è prevista solo a passo normale, il resto delle versioni a passo corto sono previste anche a passo lungo ed in quel caso, la quarta cifra cambia da 0 ad 1. Per esempio, se la S320 a passo normale ha codice 220.065, la S320 Lunga ha codice 220.165. Stesso discorso per le versioni Pullman, che come quarta cifra hanno un 8.
| Modello | Sigla telaio | Motore                | Cilindrata cm³ | Alimentazione                                   | Potenza CV/rpm | Coppia Nm/rpm   | Cambio/ N°rapporti | Massa a vuoto (kg) | Velocità max | Acceler. 0–100 km/h | Consumo (l/100 km) | Anni di produzione | Prezzo al debutto in Euro |
| Versioni a benzina |              |                       |                |                                                 |                |                 |                    |                    |              |                     |                    |                    |                           |
| S2801 | 220.063      | M112E28 (112.922ME)   | 2799           | Iniezione elettronica                           | 204/5700       | 270/3000-5000   | A/5                | 1.695              | 230          | 9"7                 | 11.1               | 12/98-09/05        | -                         |
| S320 | 220.065      | M112E32 (112.944ME)   | 3199           | Iniezione elettronica                           | 224/5600       | 315/ 3000-4800  | A/5                | 1.700              | 240          | 8"2                 | 11.5               | 07/98-09/02        | 63.550                    |
| S350 | 220.067      | M112E37 (112.972)     | 3724           | Iniezione elettronica                           | 245/5700       | 350/ 3000-4500  | A/5                | 1.735              | 246          | 7"6                 | 11.1               | 09/02-09/05        | 71.150                    |
| S350 4Matic | 220.087      | M112E37 (112.975)     | 3724           | Iniezione elettronica                           | 245/5700       | 350/ 3000-4500  | A/5                | 1.800              | 241          | 7"9                 | 11.8               | 09/02-09/05        | 75.050                    |
| S430 | 220.070      | M113E43 (113.941ME)   | 4266           | Iniezione elettronica                           | 279/5750       | 400/ 3000-4400  | A/5                | 1.780              | 250          | 7"3                 | 12.3               | 07/98-09/03        | 77.959                    |
| S430 | 220.070      | M113E43 (113.941ME)   | 4266           | Iniezione elettronica                           | 279/5750       | 400/ 3000-4400  | A/7                | 1.780              | 250          | 7"3                 | 12.3               | 09/03-09/05        | 85.990                    |
| S430 4Matic | 220.083      | M113E43 (113.948)     | 4266           | Iniezione elettronica                           | 279/5750       | 400/ 3000-4400  | A/5                | 1.830              | 250          | 7"4                 | 12.5               | 09/02-09/03        | 87.430                    |
| S430 4Matic | 220.083      | M113E43 (113.948)     | 4266           | Iniezione elettronica                           | 279/5750       | 400/ 3000-4400  | A/7                | 1.830              | 250          | 7"4                 | 12.5               | 09/03-09/05        | 88.570                    |
| S500 | 220.075      | M113E50 (113.960ME)   | 4966           | Iniezione elettronica con ZAS opzionale         | 306/5600       | 460/ 2700-4200  | A/5                | 1.780              | 250          | 6"5                 | 13.41              | 09/98-09/03        | 87.359                    |
| S500 | 220.075      | M113E50 (113.960ME)   | 4966           | Iniezione elettronica con ZAS opzionale         | 306/5600       | 460/ 2700-4200  | A/7                | 1.780              | 250          | 6"5                 | 13.41              | 09/03-09/05        | 90.990                    |
| S500 4Matic | 220.084      | M113E50 (113.966)     | 4966           | Iniezione elettronica con ZAS opzionale         | 306/5600       | 460/ 2700-4200  | A/5                | 1.830              | 250          | 6"5                 | 13.8               | 09/02-09/03        | 93.850                    |
| S500 4Matic | 220.084      | M113E50 (113.966)     | 4966           | Iniezione elettronica con ZAS opzionale         | 306/5600       | 460/ 2700-4200  | A/7                | 1.830              | 250          | 6"5                 | 13.8               | 09/03-09/05        | 94.990                    |
| S600³ | 220.178      | M137E58 (137.970ME)   | 5786           | Iniezione elettronica con ZAS                   | 367/5500       | 530/4100        | A/5                | 1.960              | 250          | 6"3                 | 13.4               | 01/00-09/02        | 121.135                   |
| S600³ | 220.176      | M275KE55LA (275.950)  | 5513           | Iniezione elettronica biturbo                   | 500/5000       | 800/ 1800-3500  | A/5                | 1.985              | 250          | 4"8                 | 14.7               | 09/02-09/05        | 136.230                   |
| S55 AMG | 220.073      | M113E54 /(113.986     | 5439           | Iniezione elettronica                           | 360/5500       | 530/ 3150-4500  | A/5                | 1.810              | 250          | 6"                  | 13                 | 03/99-09/02        | 117.520                   |
| S55 AMG Kompressor | 220.074      | M113E55ML (113.991)   | 5439           | Iniezione elettronica + compressore volumetrico | 500/6100       | 700/2750        | A/5                | 1.910              | 250          | 4"8                 | 13.2               | 09/02-09/05        | 127.410                   |
| S63 AMG4 | 220.178      | M137E63 (137.980)     | 6258           | Iniezione elettronica                           | 444/5500       | 620/4400        | A/5                | 1.960              | 250          | 5"7                 | 14.1               | 09/01-09/02        | -                         |
| S65 AMG5 | 220.179      | M275KE60LA (275.980)  | 5980           | Iniezione elettronica biturbo                   | 612/5100       | 1000/ 2000-4000 | A/5                | 2.145              | 250          | 4"4                 | 15                 | 12/04-09/05        | 208.890                   |
| Versioni diesel |              |                       |                |                                                 |                |                 |                    |                    |              |                     |                    |                    |                           |
| S320 CDI6 | 220.026      | OM613DE32LA (613.960) | 3222           | Turbodiesel common rail                         | 197/4200       | 470/ 1800-2800  | A/5                | 1.830              | 230          | 8"8                 | 8                  | 11/99-09/02        | 57.792                    |
| S320 CDI6 | 220.026      | OM648DE32LA (648.960) | 3222           | Turbodiesel common rail                         | 204/4200       | 500/1800        | A/5                | 1.830              | 235          | 8"2                 | 7.7                | 09/02-09/05        | 66.950                    |
| S400 CDI | 220.028      | OM628DE40LA (628.960) | 3996           | Turbodiesel common rail                         | 250/4000       | 560/ 1700-2600  | A/5                | 1.895              | 250          | 7"8                 | 9.6                | 07/00-09/05        | 80.051                    |
| 1 6versione Lunga non prevista per il mercato italiano ²12.5 l/100 km con ZAS attivato 3 5Solo Lunga 4solo a passo normale |              |                       |                |                                                 |                |                 |                    |                    |              |                     |                    |                    |                           |

| Modello                    | Sigla telaio | Motore               | Cilindrata cm³ | Alimentazione                                   | Potenza CV/rpm | Coppia Nm/rpm  | Cambio/ N°rapporti | Massa a vuoto (kg) | Velocità max | Acceler. 0–100 km/h | Consumo (l/100 km) | Anni di produzione | Prezzo al debutto in Euro                      |
| Versioni a benzina         |              |                      |                |                                                 |                |                |                    |                    |              |                     |                    |                    |                                                |
| S500 Pullman               | 220.875      | M113E50 (113.960ME)  | 4966           | Iniezione elettronica con ZAS opzionale         | 306/5600       | 460/ 2700-4200 | A/5                | 2.470              | 250          | 7"3                 | 14                 | 10/00-09/03        | Su misura a seconda delle esigenze del cliente |
| S500 Pullman               | 220.875      | M113E50 (113.960ME)  | 4966           | Iniezione elettronica con ZAS opzionale         | 306/5600       | 460/ 2700-4200 | A/7                | 2.470              | 250          | 7"3                 | 14                 | 09/03-09/05        | Su misura a seconda delle esigenze del cliente |
| S500 Lunga Guard B4        | -            | M113E50 (113.960ME)  | 4966           | Iniezione elettronica con ZAS opzionale         | 306/5600       | 460/ 2700-4200 | A/5                | 2.190              | 210          | 7"5                 | 14.9               | 2000-02            | 337.397                                        |
| S600 Pullman               | 220.878      | M137E58 (137.970ME)  | 5786           | Iniezione elettronica biturbo con ZAS           | 367/5500       | 530/4100       | A/5                | 2.545              | 250          | 7"1                 | 14.6               | 01/00-09/02        | Su misura a seconda delle esigenze del cliente |
| S600 Pullman               | 220.876      | M275KE55LA (275.950) | 5513           | Iniezione elettronica biturbo                   | 500/5000       | 800/ 1800-3500 | A/5                | 2.570              | 250          | -                   | 14.7               | 09/02-09/05        | Su misura a seconda delle esigenze del cliente |
| S600 Lunga Guard B4        | -            | M137E58 (137.970ME)  | 5786           | Iniezione elettronica biturbo con ZAS           | 367/5500       | 530/4100       | A/5                | 2.350              | 210          | 7"2                 | 14.7               | 2000-02            | 394.342                                        |
| S55 AMG Pullman Kompressor | 220.874      | M113E55ML (113.991)  | 5439           | Iniezione elettronica + compressore volumetrico | 500/6100       | 700/2750       | A/5                | 2.495              | 250          | -                   | -                  | 09/02-09/05        | Su misura a seconda delle esigenze del cliente |